# Энговатов, Станислав Владимирович
Станислав Владимирович Энговатов (3 апреля 1991, Ленинград, СССР) — российский футболист, защитник.

## Биография
Воспитанник СДЮШОР «Зенит». В 2009 году дебютировал в профессиональном футболе за клуб «Смена-Зенит».
Через год Энговатов подписал контракт с клубом Премьер-лиги «Ростов», однако за него защитник не провел ни одной игры. В середине сезона он отправился в аренду в вологодское «Динамо».
В сезоне 2011/2012 выступал за смоленский «Днепр (Смоленск)». Летом 2012 года Энговатов оказался в ФК «Питер», однако заиграть в новом для себя клубе ему не удалось. За него защитник провел только 7 игр и после окончания осеннего отрезка первенства покинул команду.
2013 года футболист отыграл в эстонском клубе «Нарва-Транс», выступающем в Мейстрилиге.